# Gnopharmia rubraria
Gnopharmia rubraria là một loài bướm đêm trong họ Geometridae.